# Augusta County
Augusta County är ett administrativt område i delstaten Virginia, USA, med 73 750 invånare. Den officiella administrativa huvudorten (county seat) är Staunton som är en oberoende stad och inte ingår i countyt. Medan domstolshuset ligger i Staunton, är de flesta administrativa tjänsterna tillgängliga innanför countyts gränser i förvaltningsbyggnaden i Verona.
Del av Shenandoah nationalpark ligger i countyt. 

## Geografi
Enligt United States Census Bureau har countyt en total area på 2 515 km². 2 514 km² av den arean är land och 1 km² är vatten. 

### Angränsande countyn
- Pendleton County, West Virginia - nord
- Rockingham County, Virginia - nordost
- Albemarle County, Virginia - öst
- Nelson County, Virginia - sydost
- Rockbridge County, Virginia - sydväst
- Bath County, Virginia - väst
- Highland County, Virginia - nordväst